# Mammoth Mountain Ski Area
Mammoth Mountain Ski Area är en vintersportort i Östra Kalifornien, i USA, belägen i östra delen av bergskedjan Sierra Nevada i Inyo National Forest. Vintersportorten grundades 1953 av Dave McCoy, och ägs sedan 2005 av Starwood Capital Group.